# Mard-e Hezar Chehreh
Marde Hezar Chehreh (L'Homme aux mille visages, en persan مرد هزار چهره) est une série télévisée iranienne, réalisée par Mehran Modiri  et diffusée sur les antennes du canal 3 de l'IRIB  en mars 2008 durant Norouz, la fête du Nouvel An en Iran.

## Synopsis
Un simple employé au bureau de certificat de naissance à Shiraz, Massoud Shastchi, se fait piéger par des malentendus ridicules et la tentation - rejetée initialement - qui le traînent dans une série d'aventeurs, malgré lui, où il se prend, en imposteur, tour à tour pour un maître de poésie, un médecin, un officier de police, un homme d'affaires, etc. 
La réaction de Shastchi envers ces situations inhabituelles crée une comédie délirante où les conditions de vie sociale sont tournées en dérision.

## Commentaire
Le malentendu et la tentation. Modiri crée une intrigue où personne n'est à l'abri des tentations, même un simple et naïf personnage comme Shastchi. Que feriez-vous, si vous étiez à ma place? C'est une question posée par Shastchi et qui renvoie au titre que Modiri avait, à priori, l'intention de donner à la série.

## Fiche tencnique
- Réalisation : Mehran Modiri
- Scénario : Peiman Ghasem-khani 
 Mehrab Ghasemkhani 
 Amir Mahdi Jouleh 
 Khashayar Alvand
- Production : Hamid Aghagolian 
 Majid Aghagolian 
Ali Reza Mazinani
- Pays :  Iran
- Diffusée par : Canal 3 de l'IRIB
- Année de sortie : 2008
- Langue : Persan

## Distribution
- Mehran Modiri: Massoud Shastchi
- Parviz Fallahipour: Dr. Tabibian
- Ali Reza Khamseh: Ghazzaghemandian (Farhang)
- Pejman Bazeghi: Shahin Etemadi
- Reza Feiz Norouzi: M. Djandaghi
- Siamak Ansari: Dr. Soheil Tabibian
- Rasoul Najafian: Maestro Kharab
- Akram Mohammadi: Ziba
- Parastou Golestani: Soheila Tabibian
- Falamak Joneidi: Sahar Djandaghi
- Gholam Reza Nik-khah: Le père de Massoud
- Parvin Ghaem-Maghami: La mère de Massoud
- Saed Hedayati: Le Juge
- Nassrolah Radesh